# Фонрабјуз
Фонрабјуз (фр. Fontrabiouse) насеље је и општина у јужној Француској у региону Лангдок-Русијон, у департману Источни Пиринеји која припада префектури Прад.
По подацима из 2011. године у општини је живело 126 становника, а густина насељености је износила 8,09 становника/km². Општина се простире на површини од 15,57 km². Налази се на средњој надморској висини од 1460 метара (максималној 2.547 m, а минималној 1.438 m).

## Демографија
| 1962. | 1968. | 1975. | 1982. | 1990. | 1999. | 2011. |
| ----- | ----- | ----- | ----- | ----- | ----- | ----- |
| 89    | 89    | 96    | 72    | 76    | 91    | 126   |

График промене броја становника у току последњих година